# ديبورا إدواردز
ديبورا إدواردز (بالإنجليزية: Deborah Edwards)‏ هي واثبة حواجز ‏ أسترالية، ولدت في 25 سبتمبر 1978.

## وصلات خارجية
- ديبورا إدواردز على موقع الاتحاد الدولي لألعاب القوى (الإنجليزية)
- ديبورا إدواردز على موقع أوليمبيديا (الإنجليزية)
- ديبورا إدواردز على موقع اللجنة الأولمبية الأسترالية (الإنجليزية)